# Джиммі Раян
Джеймс Раян (англ. James Ryan; нар. 12 травня 1945, Стерлінг, Шотландія), відомий як Джиммі Раян (англ. Jimmy Ryan) — шотландський футболіст і футбольний тренер. Два десятиліття працював у тренерському штабі «Манчестер Юнайтед», у тому числі тренером резервістів, асистентом головного тренера і директором молодіжного футболу в Академії «Манчестер Юнайтед».

## Ігрова кар'єра
Джиммі почав к ар'єру в «Манчестер Юнайтед» в 1963 році. Він дебютував за основний склад «Юнайтед» 5 квітня 1966 року в матчі проти «Вест Бромвіч Альбіон» (гра завершилася внічию 3:3). Він допоміг клубу виграти чемпіонат у сезоні 1966/67 і Кубок європейських чемпіонів в 1968 році.
У 1970 році перейшов в «Лутон Таун», в якому виступав до 1976 року.
У 1976 році переїхав до США, де відіграв чотири сезони за клуб «Даллас Торнадо» з Північноамериканської футбольної ліги.

## Тренерська кар'єра
З 1990 по 1991 роки був головним тренером «Лутон Таун». За 18 місяців, проведених на цій посаді, він врятував команду від вильоту в нижній дивізіон.
У 1991 році Раян повернувся в «Манчестер Юнайтед», де працював тренером резервної команди. Після цього він короткий час працював тренером першої команди, а потім був призначений на посаду директора молодіжного футболу.
У червні 2012 року завершив тренерську кар'єру, пішовши з посади директора молодіжного футболу «Манчестер Юнайтед».